# Blaque
Blaque (acronyme de « Believe, Life, Achivement, Quest, Unity and Everything ») est un trio musical américain formé en 1996 à Atlanta en Géorgie.
Découvertes par Lisa "Left Eye" Lopes du légendaire trio TLC, les jeunes femmes sortent leur premier album mi-1999 qui leur valut un premier disque de platine et une certaine reconnaissance durant la fin des années 1990. Les premiers singles du groupe portent leurs fruits comme : le single 808, le single suivant Bring It All to Me, devenu un hit international, et un troisième single, I Do. En 1999, le magazine Billboard nomme le groupe comme 4e Meilleur Nouvel Artiste de l'Année, avec Bring It All to Me ayant atteit la 30e place au sur le 2000 Year End Chart.
Le groupe fait une pause à partir de 2002 jusqu'en 2005, et sort seulement trois singles infructueuses, Can't Get It Back, Ugly, et le single international du film Honey, I'm Good.
Officiellement dissous peu après, le groupe se voit effectuer une reformation en 2012 mais est remis en sommeil après le décès d'un de ses membres Natina Reed survenu à la fin de l'année,.

## Histoire
Durant les années 1990, les adolescentes Natina Reed (née à New York) et Shamari Fears (née à Détroit (Michigan)) ont toutes les deux déménagé à Atlanta, en Géorgie, et se rencontrent au lycée.
Reed forme le groupe Blaque tandis que Fears a formé un autre groupe appelé Intrigue. Intrigue a gagné un contrat d'enregistrement avec Elektra Records et Fears rencontre Brandi Williams lors d'un spectacle de talents. En 1996, Fears quitte Intrigue pour joindre Reed dans le groupe Blaque avec Williams qui les rejoint peu de temps après.
Reed rencontre Ronald Lopes tout en chantant des jingles pour gagner plus d'argent et il lui a présenté à sa sœur Lisa "Left Eye" Lopes du trio TLC. Lisa Lopes signe le groupe chez sa société de production, Left Eye Productions.

### 1997-2000: Les débuts et premier albumBlaque
En 1997, le groupe fait une apparition dans la vidéo de Lil' Kim Not Tonight (Remix).
Le premier album éponyme du groupe sort en mai 1999 et fait ses débuts en se classant 23e sur Billboard Top R&B / Hip-Hop Albums, et 53e au Billboard 200 ; il est certifié disque de platine par la RIAA. Le premier single extrait de cet album, intitulé 808, est un succès de l'album aux États-Unis en atteignant la huitième place sur le Billboard Hot 100 Singles Chart et est certifié disque d'or.
Le single suivant Bring It All To Me avec la participation de JC Chasez, est un autre succès qui groupe, le simple fait également son entrée au Billboard Hot 100 Singles Chart en atteignant la 5e place. Le dernier single du premier album, I Do, ne réussit pas à atteindre les meilleures places des classements un succès comme les précédents singles, il atteint seulement la 73e sur le Billboard R&B / Hip-Hop Single Chart. Cependant, le clip vidéo du single est nommé pour un MTV Video Music Award pour le meilleur montage.
À la mi-1999, Blaque fait la première partie d'une des tournées du groupe masculin 'N Sync. Blaque effectue également l'ouverture pour le trio féminin TLC au FanMail Tour plus tard dans l'année.
En 2000, le groupe revient en studio et enregistre la chanson de Shelly Peiken et Guy Roche, As If, pour la bande originale du film American Girls la fin de janvier. Une version remixée de la chanson de Blaque Bring It All To Me apparaît dans le film, avec une performance du rappeur 50 Cent. Les filles ont également apparu comme majorettes dans le film, sorti en août 2000.

### 2001-2002:Blaque Out
Alors que leur premier album éponyme a été certifié platine, le deuxième album intitulé Blaque Out est prévu pour sortir en 2001 mais sera finalement abandonné après le déclin du groupe chez Columbia Records. La vidéo pour le premier single Cannot Get It Back n'est jamais publié. L'album Blaque est finalement divulgué sur Internet et ne figure que sous format numérique aux États-Unis, il est libéré sous format physique au Japon en janvier 2002.
Après la mort de Lisa Lopes (du groupe TLC) dans un accident de voiture au Honduras le 25 avril 2002, Blaque signe un contrat avec Elektra Records et après la naissance du premier enfant de Natina Reed, le groupe commence à travailler sur son troisième album.
Une autre version de l'album mis de côté sort sur iTunes le 22 mai 2007, mais a été plus tard retirée. En décembre 2011, Blaque Out est mis en vente à nouveau sur iTunes.

### 2003-2005:Torchet dissolution du groupe
Le troisième album de Blaque, intitulé Torch, préparé en featuring avec la vedette Missy Elliott, l'auteure-compositrice Linda Perry, et par le producteur Rodney Jerkins. La seule single extrait de cet album est No Ganksta, qui est une chanson-réponse de la chanson de 50 Cent Wanksta. Cependant, parce que la radio ne capte pas la chanson[pas clair], il est décidé que I Am Good serait publié à la place. La chanson I Am Good est apparu sur la bande sonore pour le film Honey.
L'album Torch n'est finalement pas publié sous format physique. L'album est prévu pour être publié exclusivement à iTunes en 2008, près de cinq ans après son achèvement par Music World Entertainment, mais cela est annulé. Il est confirmé que le producteur Mathew Knowles détient les droits sur les albums Torch et Blaque Out.
Avec le manque de motivation de plus en plus croissant, le groupe décide de se séparer en 2005 pour que les membres poursuivent librement leur carrière en solo.

### 2005-2012: Réunion et décès de Reed
L'un des membres Fears, signe un contrat avec Darkchild Records en 2005. Williams signe également un nouveau contrat d'enregistrement et commence à travailler sur un album solo. En 2005, les membres se forment pour enregistrer leur quatrième album studio Private Show (initialement intitulé de Beauty) sporadiquement de 2005 à 2009.
Le groupe accepte de filmer un spectacle Blaque In The House pour le diffuser en été 2008. Cependant, le spectacle n'a jamais été présenté, et l'album n'est pas dévoilé. Blaque sort quatre chansons sur YouTube : Cut You Off, All Nighter, Blue Jeans et High Definition avant que le groupe décide de se dissoudre.
Le 28 juillet 2012, Blaque se réunit pour au Left Eye Music Festival à Decatur, en Géorgie. Lors de l'événement, Blaque interprète leur single 808. Peu de temps après, le groupe signe un contrat avec le gestionnaire de l'artiste Inga "Nandi" Willis et commence à travailler sur un album et un spectacle de télé-réalité. Le 26 octobre 2012, Natina Reed décède après avoir été renversée par une voiture près d'Atlanta, en Géorgie.

## Membres
- Shamari Fears (née le 22 février 1980 - )
- Natina Reed (née le 28 octobre 1980 - morte le 26 octobre 2012)
- Brandi Williams (née le 5 octobre 1982 - )

## Discographie

### Albums
| Titre                    | Détails                                                                                                | Positions     | Positions     | Certifications   |
| Titre                    | Détails                                                                                                | US            | US R&B        | Certifications   |
| Albums studio            | Albums studio                                                                                          | Albums studio | Albums studio | Albums studio    |
| ------------------------ | --- | ------------- | ------------- | ---------------- |
| Blaque                   | - Sortie : 18 mai 1999 - Label : Trackmasters / Columbia - Format : CD, cassette, digital download, LP | 53            | 23            | - RIAA : Platine |
| Blaque Out               | - Sortie : 29 janvier 2002 - Label : Columbia - Format : CD, digital download, LP                      | —             | —             |                  |
| Compilations             | |               |               |                  |
| Blaque by Popular Demand | - Sortie : 2007 - Label : Columbia - Format : CD, digital download, LP                                 | —             | —             |                  |

### Singles
| Année | Chanson                 | Positions, | Positions, | Positions, | Positions, | Positions, | Album      |
| Année | Chanson                 | U.S.       | U.S. R&B   | U.S. Pop   | CAN        | UK         | Album      |
| ----- | ----------------------- | ---------- | ---------- | ---------- | ---------- | ---------- | ---------- |
| 1999  | 808                     | 8          | 4          | 33         | —          | 31         | Blaque     |
| 1999  | Bring It All to Me      | 4          | 15         | 6          | 7          | —          | Blaque     |
| 1999  | I Do (feat. Lisa Lopes) | —          | 73         | 39         | —          | —          | Blaque     |
| 2001  | Can't Get It Back       | —          | 91         | —          | —          | —          | Blaque Out |
| 2003  | I'm Good                | —          | 95         | —          | —          | —          | Torch      |